# Buzzword-Bingo

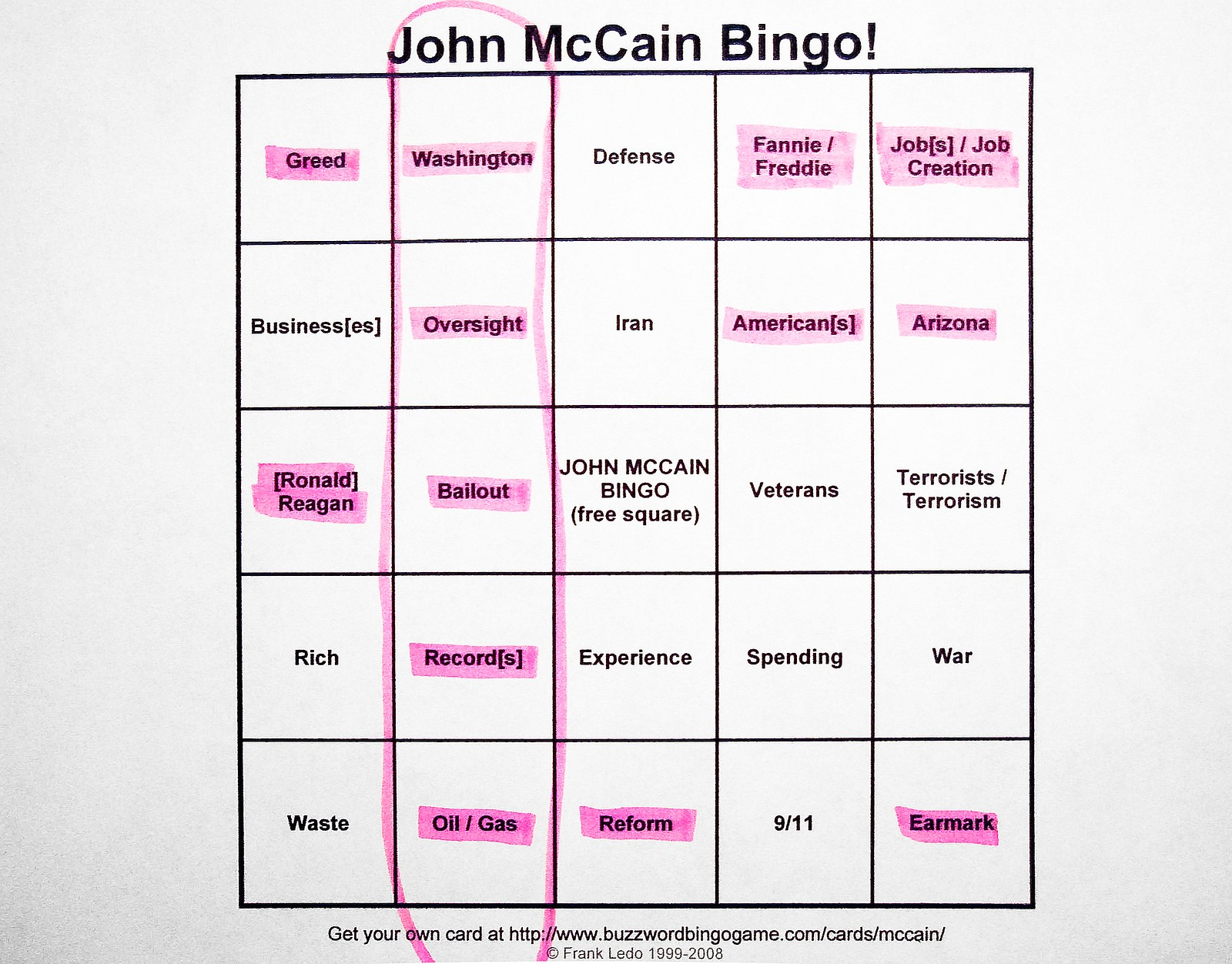
Erfolgreiches John-McCain-Buzzword-Bingo bei einer Fernsehdebatte zur US-Präsidentenwahl 2008

Buzzword-Bingo, in der späteren Verbreitung auch Bullshit-Bingo und Besprechungs-Bingo genannt, ist eine humoristische Variante des Bingo-Spiels, die die oft inhaltslose Verwendung zahlreicher Schlagwörter in Vorträgen, Präsentationen oder Besprechungen persifliert.

## Spiel
Statt Bingokarten mit Zahlen werden Karten mit Schlagwörtern (englisch buzzwords) benutzt. Im Gegensatz zum originalen Bingo, bei dem die zu streichenden Zahlen aus einer Lostrommel gezogen werden, werden Wörter gestrichen, sobald sie genannt werden. Bei einer vollständig gefüllten Reihe, Spalte oder Diagonale soll der Spieler den Regeln nach aufstehen und „Bingo“ oder auch, um die Einfallslosigkeit der Wortphrasen hervorzuheben, „Bullshit“ rufen. Mit dem Spiel und diesem Ausruf wird gleichzeitig die übermäßige Verwendung oft inhaltsloser Schlagwörter kritisiert.

## Geschichte

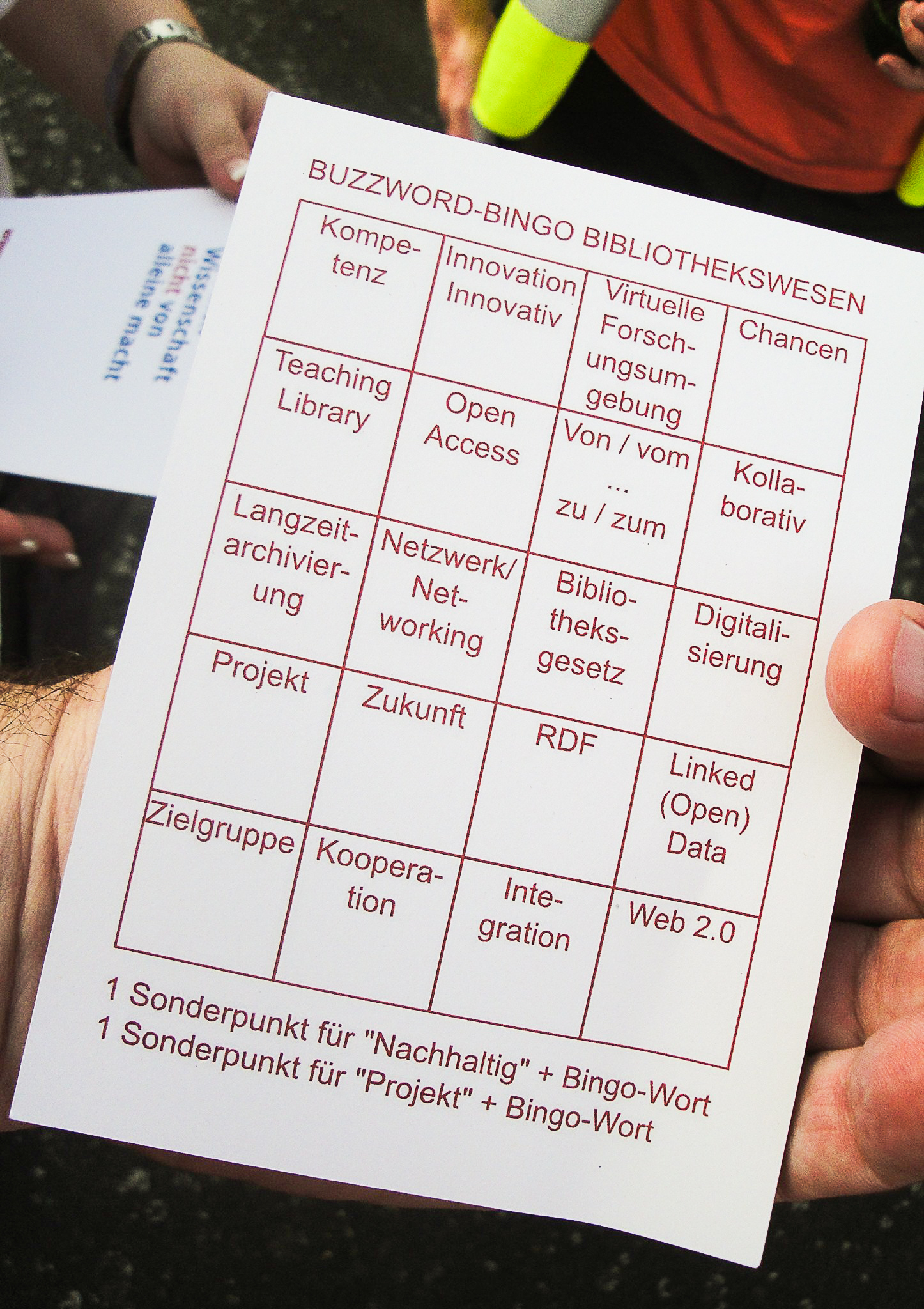
Buzzword-Bingo für Vorträge zum Bibliothekswesen

Das Spiel entstand 1993 bei Silicon Graphics in Mountain View. Dort kam der Wissenschaftler Tom Davis auf die Idee zu dem Spiel, als er an einer Präsentation teilnahm, in der viele Schlagwörter verwendet wurden. Er schrieb ein Programm in der Programmiersprache C, das Bingo-Karten erzeugte, die mit den entsprechenden Schlagwörtern gefüllt waren. Diese verteilte er dann an seine Mitarbeiter und nannte seine Idee Buzzword-Bingo. Sein Kollege Chris Pirazzi entwickelte wenig später eine Webversion des Programmes, die öffentlich zugänglich war und so zu einer weiteren Verbreitung des Spieles führte. Als Scott Adams die Idee 1994 in einem seiner Dilbert-Cartoons aufgriff, wurde das Spiel einer breiteren Öffentlichkeit bekannt und schnell populär.
Weitere mediale Aufmerksamkeit erlangte das Spiel 1996, als der damalige US-Vizepräsident Al Gore, dem ein Hang zu Schlagwörtern nachgesagt wurde, eine Rede vor einem Abschlussjahrgang am MIT hielt und die Studenten Karten für ein Al-Gore-Buzzword-Bingo verteilten. 1998 wurde das Spiel schließlich sogar in einer Titelgeschichte des Wall Street Journals beschrieben.
In der Folgezeit verbreitete sich das Spiel dann auch unter dem Namen Bullshit-Bingo weiter über das Internet, insbesondere durch Webseiten und Ketten-E-Mails. IBM nutzte Buzzword-Bingo 2007 für eine TV-Werbekampagne.